# Re in eterno
Re in eterno, ripubblicato successivamente come Il Re che fu, il Re che sarà (titolo originale in inglese: The Once and Future King) è un romanzo del ciclo arturiano scritto da T. H. White. Fu pubblicato per la prima volta nel 1958 ed è principalmente una raccolta di precedenti lavori.
Il titolo proviene dalla supposta iscrizione nella targa posta sulla tomba di re Artù: «HIC IACET ARTHURUS REX QUONDAM REXQUE FUTURUS — “Qui giace Artù, re una volta e re in futuro (eterno)”.».
T. H. White usa Re in eterno per mostrare la sua personale visione della società ideale.
- Il libro, (dove la maggior parte è ambientato "nell'isola di Gramarye") è un'altra opera del famosissimo Ciclo Arturiano, infatti racconta la crescita e l'educazione di Re Artù, il suo ruolo di re, e la storia d'amore tra il suo miglior cavaliere Sir Lancillotto e la sua regina Ginevra (che lui scrive Guenever, invece di Guinevere). Il libro finisce appena prima della battaglia finale di Artù contro il suo figlio illegittimo Mordred. Sebbene White ammetta che il materiale a cui si è ispirato per il libro derivi dal libro Le Mort d'Arthur di Sir Thomas Malory, egli crea una personale reinterpretazione degli eventi epici, riempiendoli di nuovo significato per un mondo che stava attraversando la Seconda guerra mondiale.

Il libro è diviso in 4 parti:
- La spada nella roccia (The Sword in the Stone) del 1938;
- La regina dell'aria e delle tenebre (The Queen of Air and Darkness) del 1939 (pubblicato separatamente in una forma diversa come The Witch in the Wood, cioè La Strega nel bosco);
- Il cavaliere malfatto (The Ill-Made Knight) del 1940;
- La candela nel vento (The Candle in the Wind), pubblicato per la prima volta nella versione della raccolta, nel 1958.

Una parte finale chiamata The Book of Merlyn (cioè Il Libro di Merlino) fu pubblicato separatamente (ISBN 0-292-70769-X) dopo la morte di White. Questo libro racconta le ultime lezioni di Re Artù ricevute da Mago Merlino prima della sua morte, sebbene qualche parte di esse siano state incorporate nelle ultime edizioni dei precedenti libri.
Un passo molto citato è il racconto del tasso, una reinterpretazione della Creazione raccontata nella Genesi.

## Riassunto delle trame
La storia inizia durante gli ultimi anni di regno di Uther Pendragon. La spada nella roccia racconta la crescita di Artù col suo padre adottivo Sir Ector, la sua rivalità ed amicizia con suo fratello adottivo Kay, e l'inizio dell'addestramento con Merlino, un mago che vive il tempo al contrario. Merlino, conoscendo il destino del ragazzo, insegna ad Artù (chiamato "Wart", ossia "Bitorzolo") cosa significa essere un buon re trasformandolo in vari tipi di animali: un pesce, un'aquila, una formica, un gufo, un'oca e un tasso. Ognuna delle trasformazioni ha come scopo l'insegnare a Wart una lezione, il che lo preparerà alla sua vita futura.
Infatti, Merlino fa capire ad Artù il concetto che l'unico motivo giustificabile per la guerra è il prevenire qualcun altro dal farla, e che i contemporanei governi umani e le persone potenti sono l'esempio degli aspetti peggiori del governo del Potere.
Nel libro La regina dell'aria e delle tenebre, White introduce il clan degli Orkney e descrive la seduzione di Artù ad opera della loro madre, la sua sorellastra Morgawse. Mentre il giovane re spegne le prime ribellioni, Merlino lo conduce a ideare un mezzo di contrasto al Potere distruttivo per la causa del Giusto: la Tavola Rotonda.
La terza parte, Il cavaliere malfatto, sposta l'attenzione da re Artù alla storia d'amore proibito tra Sir Lancillotto e la regina Ginevra, a quello a cui vanno incontro per non farsi scoprire dal re, e i suoi effetti su Elaine, innamorata non ricambiata di Lancillotto e madre di suo figlio Galahad.
La candela nel vento unisce queste storie raccontando come l'odio di Mordred verso suo padre e l'odio di Sir Agravaine verso Sir Lancillotto causarono il declino di Re Artù, della Regina Ginevra, di Sir Lancillotto e dell'intero reame di Camelot.
Il libro inizia come un leggero racconto sulle avventure del giovane Artù, sulle lacune di Merlino sulla magia e sull'interminabile ricerca di re Pellinore della "Bestia che Latra" (in originale Questing Beast), un animale che il suo popolo caccia da sempre. Alcune parti de La spada nella roccia sono una parodia delle leggende su Artù grazie alle virtù della prosa di White, che si basa molto sugli anacronismi. Comunque, la trama in ogni caso diventa più tetra fino a quando Il cavaliere malfatto perde gran parte dell'humor originale; La candela nel vento è completamente senza humor.

## Caratterizzazioni nell'opera
Forse, la cosa che più colpisce nell'opera di White è come lui reinterpreti i personaggi tradizionali delle leggende arturiane, dando spesso loro motivazioni o tratti più complessi o anche contraddittori rispetto a quelli della versione delle leggende. Per esempio:
- Artù è un re ben intenzionato ed efficace quando è guidato da Merlino, ma la sua più grande pecca sembra essere la sua incapacità di adattarsi quando Merlino lo lascia: egli resta un re ben intenzionato ma piuttosto inefficace.
- Lancillotto non è più il tipico bel cavaliere delle leggende romantiche, ma è rappresentato invece come il più brutto del gruppo. È anche un sadico, un tratto che lui reprime, ma che conduce a lotte di odio con se stesso. Egli cerca di superare le sue pecche attraverso una totale devozione diventando il più grande cavaliere di Artù e del mondo intero.
- Merlino vive il tempo al contrario, rendendolo un uomo incerto, ma allo stesso tempo saggio, che diventa sempre più giovane.

È interessante notare che White permette a Thomas Malory di fare un cammeo verso la fine dell'ultimo libro. Degno di nota è anche il trattamento che White riserva ai personaggi storici, rendendoli come mitologici dentro il mondo che lui crea. In più, a causa del suo vivere la vita al contrario, Merlino fa parecchie allusioni anacronistiche a eventi che avverranno in tempi più recenti; di nota sono i riferimenti alla Seconda guerra mondiale, al telegrafo, ai carri armati, e a «un Austriaco che […] ha gettato il mondo civilizzato nella miseria e nel caos» (riferendosi ad Adolf Hitler).

## Adattamenti cinematografici, televisivi e teatrali
Walt Disney, sebbene avesse comprato i diritti per Il cavaliere malfatto nel 1944, quando produsse un adattamento, lo fece per La spada nella roccia, uscito nel 1963.
Questo film esprime più l'humor del team di animatori della Disney che quello di White. Il film aggiunge una parte più comica alla storia originale, includendo canzoni e balli, come in molti dei film Disney.
Il musical Camelot di Alan Jay Lerner e Frederick Loewe del 1960 (che divenne poi un film nel 1967) si basa soprattutto sugli ultimi due libri del Re in eterno, e contiene l'idea di White di far fare un cameo a Thomas Malory verso la fine, di nuovo nel ruolo di "Tom di Warwick".
Nel 2015 la Disney annuncia una versione live action del romanzo La spada nella roccia. Nel 2018 viene annunciato che la regia è affidata a Juan Carlos Fresnadillo.